# Virginia Clinton Kelley
Virginia Clinton Kelley (née Virginia Dell Cassidy ; 6 juin 1923 - 6 janvier 1994) était une infirmière anesthésiste américaine et la mère de Bill Clinton, le 42e président des États-Unis.

## Biographie

### Jeunesse
Virginia Dell Cassidy est née à Bodcaw, dans l'Arkansas. Elle est la seule enfant de James Eldridge Cassidy (1898-1957), le glacier de la ville (devenu plus tard épicier), et d'Edith (née Grisham) Cassidy (1901-1968), une infirmière. Sa famille a déménagé à Hope, dans l'Arkansas, alors qu'elle n'était encore qu'une enfant. Pendant ses études secondaires, elle travaille comme serveuse dans un restaurant local. Après avoir obtenu son diplôme de fin d'études secondaires, Virginia déménage à Shreveport, en Louisiane, pour suivre des études d'infirmière, comme sa mère. Pendant sa formation à Shreveport, elle a rencontré son premier mari, William Jefferson Blythe Jr., qu'elle a épousé lors d'une cérémonie civile en 1943, juste avant qu'il ne parte faire son service militaire pendant la Seconde Guerre mondiale. À la fin de sa formation, elle est retournée à Hope, dans l'Arkansas. Lorsque son mari a été libéré après la guerre, il est venu la chercher et ils ont déménagé pendant quatre mois à Chicago, dans l'Illinois.
Elle est retournée vivre chez ses parents alors qu'elle et William étaient en train d'acheter une nouvelle maison dans la région de Hope. Alors que William était en route pour Hope, il a été tué dans un accident de voiture, trois mois avant la naissance de leur fils, Bill III. Virginia a ensuite passé du temps à la Nouvelle-Orléans pour suivre une formation d'infirmière anesthésiste. En 1950, Virginia a épousé Roger Clinton Sr., vendeur de voitures et père du deuxième de ses deux garçons. Roger Clinton Sr. était alcoolique et abusait physiquement et mentalement de Virginia et de ses garçons. Il n'a pas adopté Bill, mais ce dernier a pris son nom de famille légalement en 1962. Il a dit à sa mère que ce serait plus facile s'ils portaient tous le même nom de famille. Roger Sr. et Virginia ont divorcé en 1962 mais se sont remariés quelques mois plus tard.

### Dernières années
Après la mort de Roger d'un cancer en 1967, Virginia Clinton épouse en 1969 le coiffeur Jeff Dwire, qui meurt de complications liées au diabète en 1974. Le 17 janvier 1982, elle épouse Richard Kelley (1915-2007), cadre dans une société de courtage en distribution alimentaire. Leur mariage dure jusqu'à sa mort, le 6 janvier 1994, des suites de complications d'un cancer du sein, à l'âge de 70 ans, à son domicile de Hot Springs, dans l'Arkansas. Elle est décédée un peu moins d'un an après que son fils soit devenu le 42e président des États-Unis, le 20 janvier 1993. Elle est enterrée aux côtés de son premier mari, William J. Blythe, au cimetière de Rose Hill à Hope, dans l'Arkansas.
Avant sa mort, elle a été interviewée par Connie Chung et a parlé de ses deux fils.
En 1998, Bill Clinton a raconté que sa mère, ainsi que sa femme et John Lewis, avait été l'un des premiers soutiens de sa première campagne présidentielle.

## Sources
- (en) Cet article est partiellement ou en totalité issu de l’article de Wikipédia en anglais intitulé « Virginia Clinton Kelley » (voir la liste des auteurs).